# Guerra do Balde
A Guerra do Balde ou a Guerra do Balde de Carvalho foi uma guerra entre os Guelfos e Gibelinos. Aconteceu no município italiano de Emilia-Romagna, que era então território de Bolonha. Reza a lenda que a guerra se iniciou quando soldados de Módena entraram furtivamente no centro da cidade de Bolonha, e roubaram um balde repleto de saque e voltaram a Modena; os bolonheses humilhados declararam guerra à Modena. Porém, estudos mais recentes apontam que o balde foi roubado ao final da guerra, como um troféu de vitória para Módena.
As duas cidades-estado envolveram-se em combate na batalha de Zappolino, onde Módena atacou Bolonha, embora as perdas foram mais ou menos iguais em ambos os lados, com uma perda total de 2.000 homens. A guerra foi uma vitória decisiva de Modena sobre Bolonha, e o balde ficou nas mãos modenesas.